# 短腳龍屬
短腳龍屬（學名：Brachypodosaurus）意為「短腳的蜥蜴」，是甲龍亞目恐龍的一屬，化石被發現於印度的拉米塔組，地質年代屬於上白堊紀的麥斯特裡希特階。唯一被發現的化石是一塊肱骨，在1934年由Chakravati命名為沉重短腳龍（B. gravis），最初被歸類於劍龍下目。
短腳龍可能是屬於甲龍亞目或劍龍亞目。由於只有很少化石被發現，短腳龍被認為是疑名。在2003年，有科學家質疑短腳龍與劍龍類之間的關係。另一個在印度發現的上白堊紀恐龍，原先亦被認為是劍龍，稱為南印度龍，其實也是疑名。